# Bematistes vestalis
Bematistes vestalis is een vlinder uit de familie van de Nymphalidae. De wetenschappelijke naam van de soort is voor het eerst gepubliceerd in 1865 door Cajetan Freiherr von Felder en zijn zoon Rudolf Felder.

## Verspreiding
De soort komt voor in de laaglandbossen van Senegal, Guinee, Sierra Leone, Burkina Faso, Liberia, Ivoorkust, Ghana, Togo, Benin, Nigeria, Kameroen, Gabon, Congo-Brazzaville, Congo-Kinshasa, West-Tanzania en Angola.

## Waardplanten
De rups leeft op Adenia cissampeloides (Planch. ex Hook.) Harms (Passifloraceae).

## Ondersoorten
- Bematistes vestalis vestalis (Felder & Felder, [1865]) (West-Afrika)
  - = Planema vestalis stavelia Suffert, 1904
- Bematistes vestalis congoensis (Le Doux, 1937) (Lualaba in Congo-Kinshasa, West-Tanzania)
  - = Planema vestalis congoensis Le Doux, 1937
  - = Acraea vestalis congoensis (Le Doux, 1937)
  - = Acraea kraka kibi Usher, 1986